# Карабобо (футбольний клуб)
«Карабобо» (ісп. Carabobo Fútbol Club) — венесуельський футбольний клуб з міста Валенсія. На даний момент виступає у Другому дивізіоні країни.

## Історія
Клуб заснований 24 червня 1964 року під назвою «Валенсія». Сучасну назву клуб носить з 1990-х років. Домашні матчі проводить на стадіоні «Місаель Дельгадо», що вміщає 10 000 глядачів. За свою історію клуб один раз перемагав в чемпіонаті Венесуели і двічі завойовував національний кубок. «Карабобо» по три рази брав участь в розіграші Кубку Лібертадорес і два рази в Південноамериканському кубку, але далі першого раунду пройшов лише одного разу.

## Досягнення
- Чемпіон Венесуели (1): 1971
- Володар Кубка Венесуели (2): 1965, 1978

## Участь в південноамериканських кубках
- Кубок Лібертадорес (6):
  - Перший раунд — 1970, 1972, 1974 («Валенсія»), 2017, 2018, 2020
- Південноамериканський кубок (2):
  - Перший раунд — 2006, 2007, 2015
  - Другий раунд — 2004

## Відомі гравці
Нижче перелічено гравців клубу, які виступали за національні збірні своєї країни.
Детальніше про гравців клубу можна дізнатися тут: Категорія:Футболісти «Карабобо».
- Річард Хосе Бланко
- Ерберт Маркес
- Хосуа Мехіас
- Нестор Ортіс
- Карлос Суарес
- Дані Куре
- Джакомо ді Джорджі
- Дорвал
- Хосе Луїс Дольгетта
- Ектор Гонсалес
- Хосе Луїс Гранадос
- Хоель Гратероль
- Хуан Герра
- Едгар Хіменес
- Леопольдо Хіменес
- Луїс Маго
- Леонардо Моралес
- Грендді Перосо
- Хосе Торреальба
- Альбейро Усуріага
- Ренні Вега